# Taiyuans satellituppskjutningscenter
Taiyuans satellituppskjutningscenter eller TSLC eller Bas 25 (太原卫星发射中心; Tàiyuán wèixīngfāshèzhōngxīn) är en kinesisk rymdraketbas 15 km norr om Kelan härad utanför Xinzhou i Shanxi.
Taiyuans satellituppskjutningscenter invigdes 1966 och var i full drift 1968. På grund av det torra vädret i regionen är basen lämplig för uppskjutningar till solsynkron bana.
Taiyuans satellituppskjutningscenter används huvudsakligen för uppskjutningar av vädersatelliter, jordresurssatelliter och forskningssatelliter med Chang Zhengraketer såsom Chang Zheng 4 och den nyare Chang Zheng 6.